# Enneagramma della personalità

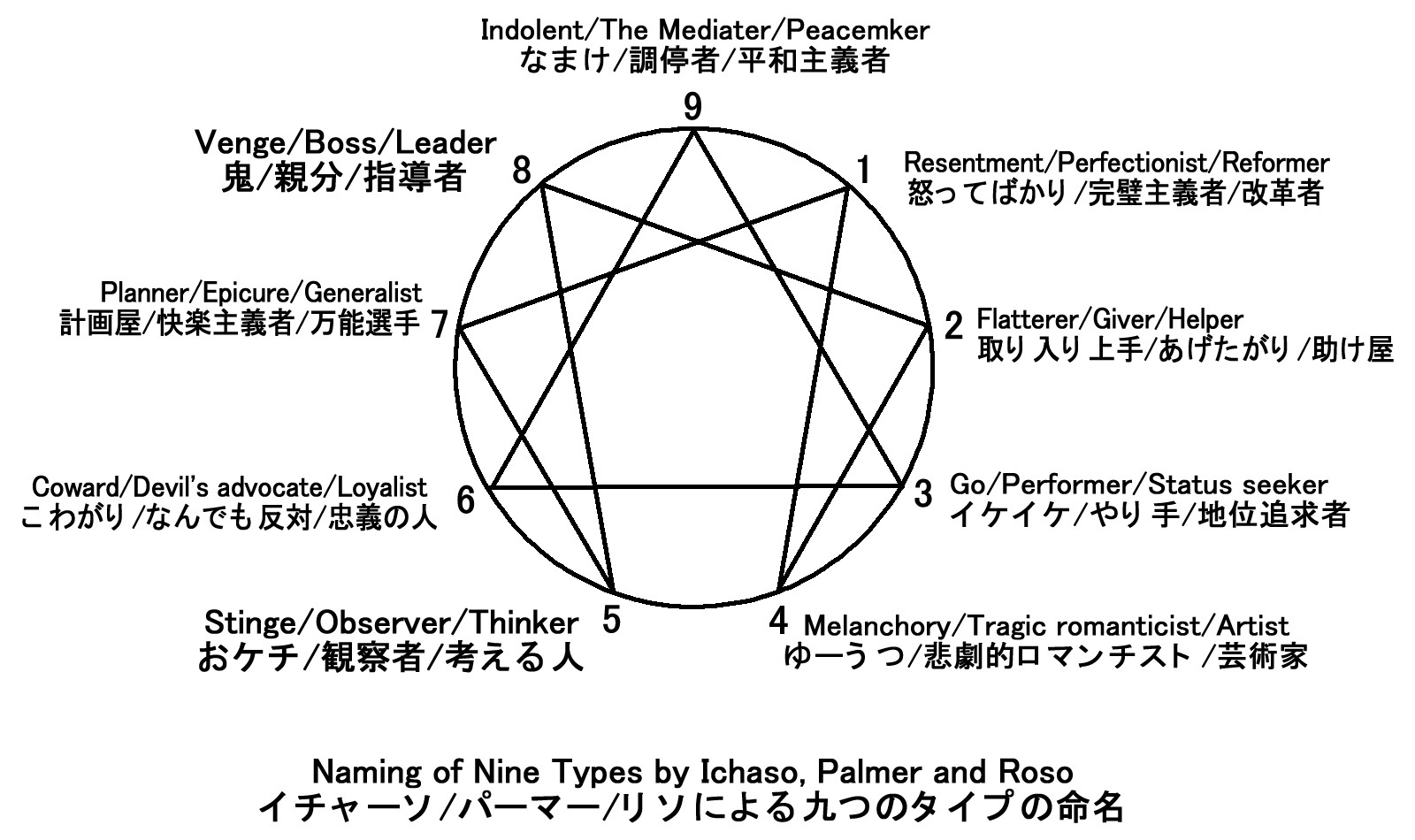
Enneagramma con le nove personalità

L'Enneagramma (dal greco ennea: nove, e gramma: disegno) è un simbolo geometrico utilizzato in ambito psicologico, spirituale ed esoterico.
Graficamente, il simbolo si realizza a partire da una circonferenza suddivisa in nove parti uguali che rappresentano la fusione delle leggi del 3 (che si riferisce alle tre forze presenti all'inizio di ogni evento: si pensi alla trimurti indù o alla trinità cristiana. Le tre forze possono essere viste come creativa, distruttiva e conservativa, oppure come attiva, ricettiva e conciliativa, o ancora come conservativa, sessuale e sociale, a seconda dell'ambito in cui ci si muove nella vita) e quella del 7, che governa la successiva evoluzione dell'evento nel mondo fisico (legge conservata per esempio nelle ottave della scala musicale), intersecate da linee interne.
I punti sono numerati in senso orario da 1 a 9 e all'interno del cerchio è inscritto un triangolo equilatero avente come vertici i punti 3, 6 e 9. L'unione degli altri punti è data invece dalla divisione del numero 1 per il numero 7: si ottiene il numero periodico 0,142857142857.. con serie numeriche che non contengono multipli di 3, e i punti restanti da collegare sono appunto i sei numeri 1-4-2-8-5-7, in questa successione.

## Storia
Fino agli anni sessanta l'Enneagramma era pressoché sconosciuto, con eccezione della scuola facente capo a Georges Ivanovič Gurdjieff, i cui allievi, anche dopo la sua morte, continuarono a studiare questo simbolo, seguendo le indicazioni date dal filosofo armeno, ma non facendone mai pubblicità.
In particolare Pëtr Dem'janovič Uspenskij, allievo di Gurdjieff, nel libro Frammenti di un insegnamento sconosciuto ne espone il pensiero e cita anche l'enneagramma, un simbolo formato da un cerchio suddiviso in nove parti da punti collegati fra loro da nove rette secondo un certo disegno, che esprime la "legge del sette" e il suo rapporto con la "legge del tre". Nel libro Ouspensky, riportando le parole di Gurdjieff, afferma che l'enneagramma è un simbolo universale, attraverso cui è possibile interpretare qualsiasi scienza e, per chi sa come usarlo, rende inutili libri e biblioteche, essendo in grado di svelare il meccanismo di ogni sistema, da quello solare con le leggi che lo governano, al funzionamento dell'organismo umano, degli esseri viventi in generale, ecc.
Per Gurdjieff questo simbolo rappresentava la fusione della "legge del sette" con la "legge del tre". La prima legge descriverebbe ogni processo in cui un fenomeno integrale (come il raggio bianco della luce) viene convenzionalmente scomposto in sette parti relativamente indipendenti (i sette colori); la seconda indicherebbe come ogni fenomeno, dal più piccolo (atomo) fino al più grande (stelle), sia sempre generato e tenuto in vita da tre forze o parti dette "Positiva" o di affermazione, "Negativa" o di resistenza, e "Neutralizzante" o di conciliazione. In questa prospettiva, l'enneagramma rappresenterebbe ogni processo che si mantiene da solo per auto-rinnovamento, in primis la Vita. Per questo Gurdjieff lo definì "il moto perpetuo e anche la pietra filosofale degli alchimisti". Egli sosteneva che "la conoscenza dell'enneagramma è stata preservata per molto tempo in segreto e se adesso, per così dire, è resa disponibile a tutti, è solo in una forma incompleta e teorica, della quale nessuno può fare alcun uso pratico senza istruzioni da parte di chi sa".
Dagli anni sessanta, tuttavia, l'enneagramma comincia a essere studiato e applicato soprattutto all'ambito psicologico, come "mappa" di personalità o strutture caratteriali. Oscar Ichazo prima e Claudio Naranjo poi ne hanno rielaborato in modo del tutto personale il significato, utilizzandolo come tecnica di autoconoscenza e indagine psicologica, e in questo senso si è andato diffondendo in Occidente, applicato non solo all'ambito della terapia ma anche a quello della formazione, della ricerca del personale ecc., integrato anche con altri approcci psicologici, come la PNL, o confrontato con altre "mappe" di personalità, come quella dei tipi psicologici di Carl Gustav Jung.
Ichazo, nato nel 1931 in Bolivia, scoprì a 19 anni il libro di Ouspensky e partecipò a Buenos Aires alle attività di un gruppo probabilmente collegato con suoi allievi. Dal 1955 comincia a condurre e fonda poi l'Istituto di Gnoseologia di Arica, villaggio cileno al confine con il Perù, organizzando ritiri di crescita personale. Un gruppo di suoi allievi, tra i quali il cileno Naranjo, partecipando a questi ritiri entrò in contatto con l'enneagramma e cominciò ad approfondirne lo studio e a diffonderlo. Oggi esiste sull'argomento una vasta letteratura, legata non solo all'approccio caratteriologico già citato, ma anche alla tradizione cristiana, alla mistica sufi, a diverse scuole esoteriche.

## L'Enneagramma dei tipi psicologici

Enneagramma con 3 raggruppamenti.

L'Enneagramma dei tipi psicologici è una "mappa" che descrive nove tipi di personalità - al di là di tutte le possibili differenze individuali - e i rapporti tra loro, e che consente di individuare le tendenze principali di carattere, visioni del mondo e attitudini, nonché le più probabili ipotesi evolutive, permettendo di accrescere le proprie possibilità di auto-comprensione e di trasformazione interiore, con i propri punti di forza e le proprie aree di miglioramento.
Ogni personalità rappresenta la cristallizzazione e l'irrigidimento delle difese infantili nel processo di adattamento precoce con l'ambiente e si struttura attorno a un nucleo emozionale ("passione" dominante), un nucleo cognitivo ("fissazione" dominante) e un nucleo che riguarda la sfera degli istinti che regolano l'attività umana (istinto di conservazione, sociale e sessuale).
Più che una mera classificazione, l'enneagramma è un modello dinamico in cui ogni enneatipo racchiude le potenzialità di tutti gli altri, anche se per ogni persona è riscontrabile un'identificazione più forte con un certo tipo. È importante sottolineare che non esiste un enneatipo migliore di un altro, o più fortunato in termini di risorse personali: nella dinamica dell'enneagramma sono tutti ricchi di potenzialità e, a seconda della propria evoluzione o involuzione, tendono verso un certo tipo di positività o di negatività caratteristiche.
Le nove personalità individuate dalla mappa sono correlate secondo uno schema - presente appunto già in Gurdjieff - che viene raffigurato con una stella a nove punte e che esprime il rapporto fra le due leggi fondamentali del 3 e del 7. Applicato alla condizione umana, il triangolo interno che collega i punti 3-6-9 rappresenta le tre "preoccupazioni" mentali principali: l'immagine (3), la paura (6), e l'autoesclusione (9), cui corrispondono altrettante emozioni. Mentre gli altri sei punti della stella (1-4-2-8-5-7), collegati fra loro da linee interne, corrispondono ad altre "fissazioni" ed emozioni.
I nove enneatipi sono raggruppati sulla base di tre Centri, dell'Istinto, dell'Emozione e della Razionalità. Al di là delle differenze legate alle singole passioni e fissazioni, c'è una tendenza di fondo nella visione del mondo e nel percepire la realtà che distingue i tre gruppi: il Centro dell'Istinto, in alto sulla circonferenza, funziona sulla base di impulsi naturali e a esso appartengono gli enneatipi 8, 9 e 1. Gli appartenenti a questo centro tendono a seguire l'istinto e l'abitudine e agiscono impulsivamente, spesso in reazione a uno stimolo esterno; tendono a essere più rivolti all'azione e la loro intuizione è basata sul corpo. Il Centro dell'emozione, a destra sulla circonferenza, funziona sulla base dei sentimenti e dei rapporti con le altre persone, e vi appartengono gli enneatipi 2, 3 e 4, che tendono a essere più in contatto con i propri sentimenti e la cui intuizione è basata sull'emozione. Le personalità di questo centro dipendono molto dal riconoscimento degli altri e danno molta importanza all'immagine e alla relazione. Infine, il Centro della razionalità, a sinistra della circonferenza, funziona sulla base del pensiero, dello studio e della riflessione, e ne fanno parte gli enneatipi 5, 6 e 7, che tendono a privilegiare la ragione e la cui intuizione è basata sulla mente. La paura fa da sfondo a tutti e tre i tipi razionali, la tristezza e il bisogno di riconoscimento ai tre emotivi, la rabbia ai tre istintivi.
Le ali sono gli enneatipi posti sulla circonferenza a lato di ogni enneatipo (per esempio il 9 e il 2 rispetto all'1). Possono influenzare le caratteristiche del tipo base.
Le frecce costituiscono le direzioni delle linee che collegano i vati enneatipi fra loro. Alcuni autori sottolineano la differenza delle due direzioni, una che "va verso" l'enneatipo in esame e rappresenta le risorse che permettono all'enneatipo stesso di evolvere; e l'altra che "parte da" l'enneatipo in esame, e costituisce la direzione di stress, tendenzialmente "involutiva" rispetto all'altra. Per altri autori invece entrambe le frecce possono indicare momenti di evoluzione o di involuzione, in fasi e circostanze diverse dell'esistenza.
Claudio Naranjo, utilizzando l'Enneagramma dei tipi psicologici nel Programma SAT di crescita personale da lui creato, propone una mappa ancora più complessa, dato che per ogni enneatipo è possibile individuare tre sottotipi a seconda dell'ambito in cui ognuno si muove prevalentemente o che ritiene più importante (quello della sopravvivenza per il conservativo; quello del rapporto di coppia per il sessuale; quello del rapporto con gli altri in generale per il sociale), arrivando a un ventaglio di 27 enneatipi.

### I nove Enneatipi in sintesi
| Tipo | Carattere | Ruolo                      | Ego                           | Idea fondamentale        | Paura fondamentale                       | Desiderio fondamentale       | Tentazione                                   | Vizio/Passione   | Virtù (cardinali)             | Stress | Sicurezza |
| ---- | --------- | -------------------------- | ----------------------------- | ------------------------ | ---------------------------------------- | ---------------------------- | -------------------------------------------- | ---------------- | ----------------------------- | ------ | --------- |
| 1    | Istintivo | Riformatore, Perfezionista | Risentimento                  | Perfezione               | Corruzione, parzialità, essere malvagio  | Bontà, integrità, equilibrio | Ipocrisia, ipercriticismo                    | Ira              | Serenità (Fortezza)           | 4      | 7         |
| 2    | Emotivo   | Altruista, Aiutante        | Adulazione                    | Libertà, volontà         | Non essere amato                         | Essere amato                 | Negare i propri bisogni, manipolazione       | Superbia         | Umiltà (Prudenza)             | 8      | 4         |
| 3    | Emotivo   | Vincente, Esecutore        | Vanità                        | Speranza, legge          | Mancanza di valore                       | Essere valutato bene         | Essere reputato il migliore                  | Vanità / Inganno | Autenticità (Prudenza)        | 9      | 6         |
| 4    | Emotivo   | Individualista, Artista    | Malinconia                    | Idea di sé               | Non avere identità/essere insignificante | Essere sé stessi             | Abusare di immaginazione in cerca di sé      | Invidia          | Equanimità (Giustizia)        | 2      | 1         |
| 5    | Razionale | Investigatore, pensatore   | Conservazione                 | Onniscienza, Trasparenza | Incompetenza, incapacità                 | Maestria, comprensione       | Sostituire le esperienze reali con concetti  | Avarizia         | Non attaccamento (Temperanza) | 7      | 8         |
| 6    | Razionale | Leale, Difensore           | Preoccupazione                | Fiducia                  | Non avere supporto o guida               | Avere supporto o guida       | Indecisione, dubbi, cercare rassicurazione   | Viltà / Codardia | Coraggio (Fortezza)           | 3      | 9         |
| 7    | Razionale | Entusiasta, Avventuriero   | Pianificazione, Anticipazione | Saggezza                 | Provare dolore e deprivazione            | Essere felici e soddisfatti  | Credere che la felicità vada cercata altrove | Gola             | Sobrietà (Temperanza)         | 1      | 5         |
| 8    | Istintivo | Competitivo, Leader        | Rivalsa                       | Verità                   | Essere debole, controllato, manipolato   | Protezione di sé             | Crede di essere forte e autosufficiente      | Lussuria         | Innocenza (Temperanza)        | 5      | 2         |
| 9    | Istintivo | Pacificatore, Mediatore    | Indolenza                     | Amore                    | Conflitto                                | Integrità, pace mentale      | Evitare conflitti                            | Accidia          | Azione (Fortezza)             | 6      | 3         |

I nove enneatipi sono raggruppati a tre a tre, sulla base di caratteristiche comuni: il Due, Tre e Quattro sono i caratteri più emotivi; Cinque, Sei e Sette quelli più razionali; Otto, Nove e Uno quelli più istintivi. 
Al di là delle differenze legate alle singole passioni e fissazioni, c’è una tendenza di fondo nella visione del mondo e nel percepire la realtà che distingue i tre gruppi: gli enneatipi nell’angolo di sinistra tendono a privilegiare la ragione, e la loro intuizione è basata sulla mente; quelli a destra tendono a essere più in contatto con i propri sentimenti, e la loro intuizione è basata sull’emozione; quelli in alto tendono a essere più rivolti all’azione e la loro intuizione è basata sul corpo. La paura fa da sfondo a tutti e tre i tipi razionali; la tristezza, oltre all’immagine e al bisogno di riconoscimento ai tre emotivi; la rabbia ai tre istintivi. I vari enneatipi hanno però, rispetto a queste passioni di fondo, atteggiamenti diversi. 
EMOTIVI - DUE, TRE, QUATTRO: Nel caso dei tipi emotivi, il bisogno di riconoscimento e la preoccupazione per l’immagine che li caratterizza ha sfumature diverse. Il Due vuole soprattutto un riconoscimento legato alla bontà, generosità, disponibilità; il Tre un riconoscimento delle proprie capacità di fare e di essere bravo, di avere successo; il Quattro tende a sentirsi diverso dagli altri e, dotato di un’elevata capacità estetica e creativa, è quello che maggiormente sente il bisogno di essere visto come speciale e unico. 
RAZIONALI - CINQUE, SEI, SETTE: Nel caso dei tipi razionali, la paura che li caratterizza nel caso del Cinque si manifesta come una tendenza al ritiro rispetto a un mondo percepito come pericoloso per la propria sopravvivenza, e in cui il sentire e il contatto richiedono troppe energie; nel Sei è proiettata sugli altri, percepiti come fonte di minaccia e di possibile sofferenza, e dai quali guardarsi; e nei Sette è più legata alla paura del dolore, della noia, della fatica, del disagio, che viene esorcizzata, per evitarli, in tante alternative piacevoli. 
ISTINTIVI - OTTO, NOVE, UNO: Nel caso dei tipi istintivi, la rabbia è diversamente vissuta. l’Uno, che pure è caratterizzato dall’ira come passione specifica, fa fatica a riconoscersela, a vedere che è la passione fondante della sua personalità; ha bisogno di sentirsi nel giusto per poterla legittimare; l’Otto è invece molto in contatto con la rabbia e la esprime facilmente, è una modalità normale di essere in relazione; il Nove sente la rabbia ma fa fatica a esprimerla; la sua rabbia è repressa, e si manifesta semmai in forma di aggressività passiva.
I 27 SOTTOTIPI
Nella sfera degli istinti è possibile individuare tre sottotipi per ogni enneatipo, a seconda dell’ambito in cui si investono più energie (non sempre in modo funzionale!) e che è ritenuto più importante: quello della sopravvivenza e della soddisfazione dei bisogni primari, della sicurezza nel mondo fisico, per il conservativo; quello del rapporto one-to-one o di coppia per il sessuale; quello del rapporto con gli altri in generale e dell’appartenenza a un gruppo, per il sociale, arrivando a un ricchissimo e sofisticato ventaglio di 27 tipi. 

### Descrizione dei nove Enneatipi
EMOTIVI
- DUE: indicato anche come Aiutante, Generoso, Donatore, è caratterizzato dalla passione superbia e dalla fissazione falsa generosità. Un tipo di personalità che si manifesta in un continuo bisogno di dare, che sottende però un profondo bisogno di ricevere, per lo più non visto e non riconosciuto. Convinto di non avere bisogno, il Due si sente anzi votato a soddisfare i bisogni dell’altro. Ma la propria capacità di dare, di essere un “donatore”, si rivela una “falsa” generosità, proprio perché sottende una inesaudibile richiesta di amore, affetto, approvazione, riconoscimento. Cercando di rendersi indispensabile all’altro, il tipo Due è in realtà estremamente richiedente: è il carattere in cui si manifesta maggiormente l'oralità descritta da Alexander Lowen. Ma all’inizio è difficile, per le persone che si avvicinano per la prima volta a questa mappa, vedere il proprio bisogno e la propria insaziabile richiesta, mascherata com’è dalla generosità, dall’empatia, dalla continua disponibilità a essere per l’altro. "Umiltà" è la virtù cui deve tendere l'orgoglioso, uscendo dalla prigione dell'aspettarsi sempre un ritorno per le proprie azioni; la generosità vera, e non falsa, può così manifestarsi permettendo al Due di espandersi e aprirsi agli altri nel dare il meglio di sé, non creando dipendenze ma favorendo piuttosto una relazione di vero scambio e dono reciproco.

Nei vari sottotipi, il conservativo sente che “tutto gli è dovuto”, si sente importante senza doverlo provare, come un bambino che vuole una cosa e ritiene di doverla avere a tutti i costi (privilegio); il tipo sessuale manifesta l’orgoglio soprattutto nella relazione, e tende a innamorarsi intensamente e spesso, a volte accanendosi nell’ottenere attenzione dall’altro (seduzione); il sociale, molto orgoglioso e più rigido, è quello che ha più bisogno dell’apprezzamento altrui per il proprio valore (ambizione). 
- TRE: indicato anche come Manager, Organizzatore, Esecutore, caratterizzato dalla passione vanità e dalla fissazione inganno, vuole essere riconosciuto e amato attraverso i fatti e i risultati raggiunti. È una persona legata al successo, molto portata all’azione, focalizzata al raggiungimento degli obiettivi: un tipo di personalità che possiamo trovare per esempio fra chi svolge attività legate al marketing, all’economia, al mondo imprenditoriale, ma anche nella moda e nello spettacolo. Sono persone che hanno molto bisogno di essere riconosciute come brave, capaci e abili (mentre il Due è più legato al riconoscimento della sua bontà, generosità, del suo “essere per gli altri”). Per una certa tendenza perfezionistica il Tre può talvolta assomigliare all’Uno, ma è più attento alla forma, si cura molto più del proprio aspetto, e tende a esibire la propria passione, la vanità, anche nei confronti del mondo esteriore. Maestro dell’apparenza, può apparire più produttivo di quanto sia in realtà; fortemente competitivo, è ossessionato dalla propria immagine di vincitore. La virtù della sincerità si contrappone alla maschera del vanitoso, per permettergli di essere vero, spontaneo, diretto, non più dipendente dal bisogno di piacere; e va di pari passo con la verità come valore da perseguire, per realizzare rapporti sani e paritari, non basati su potere e manipolazione, capaci di nutrire il bambino interiore desideroso di amore.

Nei vari sottotipi, il conservativo è il meno apparentemente vanitoso, tende a essere “una brava persona” ed è legato al bisogno di acquisire denaro e status a conferma del proprio valore (sicurezza); il tipo sessuale vuole piacere, ma soprattutto alla persona che ama, e compete per risultare attraente e proiettare un’immagine, a volte anche sessuale, vincente (conquista/competizione); il sociale è quello più condizionato dal desiderio di “brillare” davanti al mondo e presentare un’immagine sociale positiva, di successo, salendo sul podio (prestigio).
- QUATTRO: indicato anche come Romantico-Tragico, Individualista, Artista, caratterizzato dalla passione invidia e dalla fissazione auto frustrazione, è un tipo di personalità che può essere molto auto svalutante, pur sentendosi speciale: speciale soprattutto nella sofferenza e nella sensibilità, di cui si sente un campione. Temperamento artistico, malinconico, romantico, tragico, è attratto da ciò che è irraggiungibile: il suo ideale non è mai qui e ora e ha un forte senso della teatralità. Tende a paragonarsi con il resto del mondo: vive la propria situazione di perenne mancanza e si blocca sull’assenza e sulla perdita, rispetto a quello che gli altri hanno; spesso non riconosce la propria invidia, sia rispetto ai propri vissuti, sia rispetto alle circostanze del proprio essere nel mondo. Equanimità è la virtù che permette all'invidioso di uscire dalla trappola del continuo confronto, rilassandosi in una posizione equilibrata in cui godere di quel che c'è, nel qui e ora; e la valorizzazione è l'atteggiamento cognitivo che accompagna il rilassarsi nel presente, accettando l'esistenza propria e altrui per come è, portando il positivo in primo piano.

Molto diversi i sottotipi: il conservativo è tenace, sopporta la frustrazione e tende a non chiedere all’esterno, ma a se stesso, sforzandosi di sopperire alla mancanza (tenacia); il sessuale è invece molto richiedente, competitivo nel rapporto di coppia e manifesta un’oralità aggressiva che si esprime con rabbia e rifiuto (odio); il sociale è il tipo più timido, pieno di sensi di colpa per il proprio bisogno e per la propria rabbia, che non riesce a manifestare pienamente, se non, a volte, con il lamento o l’auto commiserazione (vergogna). 
RAZIONALI
- CINQUE: indicato anche come Osservatore, Pensatore, Investigatore, caratterizzato dalla passione avarizia e dalla fissazione distacco, è un tipo di personalità che manifesta un forte ritiro rispetto al mondo; corrisponde, nella nomenclatura di Lowen, al tipo schizoide; molto intellettuale, ha grande difficoltà a entrare in contatto con le proprie emozioni, a stare nel corpo, a essere in intimità con gli altri. Avaro soprattutto di sé, mantiene una distanza emotiva per proteggere il proprio privato, tende a non farsi coinvolgere, a osservare la vita dall’esterno. La sua difesa si basa sul fare a meno: degli altri e delle cose. Distaccato dai sentimenti, si sente prosciugato dai bisogni. La virtù del non attaccamento è l'obiettivo dell'avaro, che così può permettersi di lasciarsi andare con fiducia al flusso della vita, accogliendo e condividendo le esperienze in un movimento di scambio e dono di sé; e la vicinanza diventa un valore contrapposto al distacco nevrotico, che consente una nuova intimità, profonda e armoniosa, non solo a livello intellettuale ma anche emotivo e fisico.

Il sottotipo conservativo è il più isolato, il più rinunciatario, il più chiuso nella propria torre d’avorio (tana/rifugio); nel sottotipo sessuale, la difficoltà nel contatto con gli altri è moderata dal fatto che ha bisogno d’intimità nella coppia e il mondo nel quale si racchiude comprende di solito anche il partner, nel quale cerca una fiducia totale (fiducia). Il tipo sociale riserva nella conoscenza il suo bisogno: accumulare sapere e vivere sempre nella mente fa da compensazione al distacco dal mondo; sente il bisogno di allinearsi ai valori del gruppo di cui fa parte (totem).
- SEI: indicato anche come Scettico-Leale, Avvocato del Diavolo, Difensore, caratterizzato dalla passione viltà e dalla fissazione accusa, è un tipo di personalità fortemente connotato dall’ansia, dall’insicurezza, dalla sensazione di pericolo che deriva dallo stare nel mondo, in relazione con gli altri. Roso dal dubbio e procrastinatore, può rimandare una decisione nell’incapacità di scegliere fra due o più possibilità. Timoroso nella vita quotidiana, ha paura di agire perché esporsi significa poter essere attaccati e tende a proiettare la propria paura sugli altri attribuendo loro cattive intenzioni. Normativo per difesa, a volte sposa le cause perse, e può essere capace di grande lealtà e fedeltà. La virtù del coraggio si contrappone alla viltà e diventa l'elemento centrale della riscoperta di sé e degli altri come fonte di sostegno reale e non protezione infantile e nevrotica; l’affidamento contrasta la diffidenza e la tendenza a proiettare minacce all'esterno, fondandosi su un radicamento e una presenza non fantasticati ma reali.

Molto diversi i sottotipi: il conservativo è il più pauroso o fobico, è desideroso di protezione e di affetto; apparire indifeso e inerme gli serve a esorcizzare la paura di essere perseguitato e attaccato (calore); il sessuale, noto come controfobico, reagisce alle situazioni con l’aggressività, come a voler combattere la propria paura andandovi contro; la preoccupazione per la propria forza si può esprimere in atteggiamenti intimidatori da macho negli uomini o sessualmente aggressivi nelle donne (forza/bellezza); il sociale cerca di sopperire alle proprie paure dandosi rassicurazione attraverso un atteggiamento doveristico, di obbedienza, che può spingersi fino alla cecità fanatica, e che gli garantisce una sorta di protezione dalle proprie fobie; teme fortemente la disapprovazione dell’autorità, con cui si rapporta in modo ambivalente (dovere). 
- SETTE: indicato anche come Entusiasta, Edonista, Epicureo, caratterizzato dalla passione gola e dalla fissazione fraudolenza, è molto legato al bisogno di procurarsi piacere; è un tipo fondamentalmente estroverso, affabulatore, e può essere di grande compagnia. Ha una forma di oralità che, a differenza di quella del Due, si esprime andando a cercare esperienze piacevoli ed evitando noia, tristezza e dolore. Eterno fanciullo, si accosta alla vita in modo edonistico, avventuroso, epicureo. Restio a impegnarsi, tende a mantenere aperte tutte le possibilità, a iniziare le cose senza finirle, a distrarsi facilmente. Può essere seduttivo e manipolativo, ed è portato a pianificare e a inventare strategie, il che lo porta a essere poco nel presente, a rimanere in superficie, a calarsi difficilmente nelle esperienze, facendo fatica a stare e ad approfondire. La virtù della sobrietà è la capacità di godere della vita e dei suoi piaceri senza eccessi nevrotici, portando presenza e centratura nelle proprie esperienze; la serietà si contrappone alla superficialità, permettendo di creare rapporti personali affidabili e duraturi, sostanziali e profondi.

Dei tre sottotipi, il conservativo è il più goloso, ingegnoso, furbo, e tende a creare un gruppo di persone con cui ritrovarsi e condividere interessi e piaceri (combriccola); il sessuale è più sognatore ed entusiasta, seduttivo soprattutto nella vita amorosa (fascinazione); il sociale può essere molto idealista ed è capace di accettare i limiti, e quindi di rinunciare a un piacere, in vista di un progetto futuro (sacrificio). 
ISTINTIVI
- OTTO: indicato anche come Leader, Protettore, Capo, caratterizzato dalla passione lussuria e dalla fissazione vendicatività, vive la vita con intensità: la lussuria non è legata necessariamente alla sessualità, ma indica il bisogno di esperienze forti, che lo facciano sentire vitale; la sua passione per l’eccesso si manifesta in tutte le esperienze e ambiti della vita. È l’enneatipo più aggressivo e prepotente: combattivo, pieno di energia, ama la lotta e va all’attacco per sé e per gli altri. Disprezza la debolezza, può essere molto protettivo ma tende ad avere sempre il controllo della situazione: è il capo per antonomasia, che si fa carico dei problemi, ma pretende ubbidienza e lealtà. Manifesta facilmente la propria rabbia, anche con violenza; può avere tendenze sadiche o antisociali, ed è facilmente assimilabile al carattere psicopatico di Lowen. La virtù cui deve tendere il lussurioso per uscire dalla trappola dell'intensità e dell'eccesso e dal mito della forza è la vulnerabilità, vedendola non come debolezza ma come possibilità di esporsi con il cuore agli altri; l'innocenza è la capacità di non fare danno, fermarsi nel proprio impeto e rispettare l'altro accogliendo la diversità e lasciando andare il controllo.

Il sottotipo conservativo è il più egoista, concentrato sull’appagamento dei propri bisogni e sul controllo del proprio territorio (soddisfazione); il sessuale è controllante e tende al dominio, soprattutto nel rapporto di coppia (possessività); il sociale esercita il proprio potere come protettore dei deboli e se ne fa paladino contro le ingiustizie, ma mitizzando l’amicizia e aborrendo il tradimento può arrivare ad atteggiamenti mafiosi: chi non è con me è contro di me (alleanza/complicità).
- NOVE: indicato anche come Mediatore, Pacificatore, Conservatore, caratterizzato dalla passione accidia e dalla fissazione dimenticanza di sé, è un tipo che tende a essere pigro, a volte inerte, soprattutto sul piano esistenziale e intellettuale. Spesso consenziente, accomodante e arrendevole, ha difficoltà a dire di no, a mettersi in gioco, a prendere posizione; da buon mediatore fa di tutto per evitare il conflitto e per conciliare e considerare sempre tutti i punti di vista. Fa molta fatica a centrarsi su di sé e a riconoscere i propri bisogni ed è più proteso a sentire i bisogni degli altri dimenticandosi di sé; presenta forti similitudini con il carattere masochista di Lowen. Tende a narcotizzarsi soprattutto con il cibo, sviluppando dipendenze alimentari o di altro tipo; tende ad astrarsi, a procrastinare, anteponendo ai veri obiettivi delle attività secondarie; è pigro nell’affrontare l’esistenza e investire energie rispetto ai propri obiettivi. La giusta azione è la virtù che, sostenuta da una volontà forte e determinata, consente all'accidioso di mettersi in gioco e prendere posizione nella vita, assumendosi responsabilità e dando sostegno a sé e agli altri, con energia e coraggio; l'amore di sé si contrappone alla tendenza all'oblio, affermando il valore assoluto dell'amore, che non può che partire da sé per diventare anche vero amore per l'altro e permettere di raggiungere la desiderata armonia nei rapporti.

Il sottotipo conservativo è quello che ha più tendenza a sostituire i reali bisogni compensandoli con dei surrogati: cibo, hobby particolari, tv (appetito); il sessuale, molto dolce, esprime la propria dimenticanza di sé in un forte desiderio di unione simbiotica nella coppia (fusione); il sociale è più energetico, generoso, attratto dalla possibilità di far parte attiva di un gruppo (partecipazione).
- UNO: indicato anche come Riformatore, Critico, Perfezionista, caratterizzato dalla passione ira e dalla fissazione perfezionismo, si pone come valore quello di fare tutto bene e comportarsi secondo le regole, cercando di essere sempre perfetto in ciò che fa e nella relazione con il mondo. Critico verso se stesso e gli altri, idealista, si sente eticamente superiore. Sicuro che esista un modo giusto di agire, fa grande uso delle locuzioni “si deve” e “bisogna”. È un carattere rigido, schematico, che può essere paragonato al tipo rigido/ossessivo di Alexander Lowen. Pur essendo caratterizzato dall’ira, ha nell’incapacità di riconoscerla in sé un tratto fondamentale: fa fatica a vedere il profondo risentimento che cova dentro di sé rispetto alle cose che non sono fatte bene, o al comportamento proprio o altrui che non è perfetto come dovrebbe. Non vede l’ira che lo muove e anela a una perfezione sempre irraggiungibile, vivendo internamente un continuo fermento che lo fa essere di volta in volta duro e severo con se stesso o con gli altri, fino a un’estrema intolleranza. La virtù della serenità si contrappone al risentimento covato e diventa una modalità di stare nel mondo con apertura e tolleranza, accogliendo il valore dell'altro; l'accettazione dei propri e altrui limiti si accompagna alla capacità di stare nell'imperfezione dell'umano, nel qui e ora, con piena disponibilità verso il relativo dell'esistenza, sempre mutevole e imprevedibile.

A seconda dei sottotipi, l’Uno conservativo manifesta il proprio perfezionismo nella preoccupazione di essere perfetto, ed è spesso ansioso (preoccupazione); quello sessuale, il riformatore, è mosso dalla necessità di perfezionare l’altro e in particolare il partner (zelo); mentre il sottotipo sociale, il più inflessibile e rigido, tende a sentirsi già perfetto così com’è (inadattabilità/intolleranza).

## Enneagramma e Chiesa cattolica
Una menzione particolare merita il rapporto tra Chiesa cattolica ed enneagramma. La Chiesa ha mostrato sempre un'aperta ostilità per una dottrina proveniente da ambienti esoterici. A partire dagli anni settanta si è tuttavia diffusa, sporadicamente, quale indicatore di personalità nei seminari e nelle università cattoliche.
Dopo aver appreso da Naranjo l'utilizzo dell'enneagramma, il gesuita Robert Ochs tenne presso la Loyola University di Chicago il primo corso sull'uso cristiano dello stesso, che da allora prese a diffondersi in numerose comunità cristiane (esponenti di spicco sono suor Maria C. Beesing OP, p. Robert J. Nogosek CSC, p. Patrick O'Leary SJ, p. Richard Rohr OFM, suor Suzanne Zuercher OSB e l'ex gesuita Don Richard Riso) .
L'ostilità della Chiesa è culminata in una condanna nel documento del Pontificio Consiglio della Cultura e del Pontificio Consiglio per il dialogo interreligioso "Gesù Cristo Portatore dell'Acqua Viva" del 2003, nel quale si parla dell'enneagramma come di uno strumento che, "utilizzato come mezzo di crescita spirituale, introduce ambiguità nella dottrina e nella vita della fede cristiana".
A questo documento sono seguiti studi che evidenziavano i richiami alla tradizione della Chiesa, ponendo in secondo piano quelli all'esoterismo del Novecento. Oltre ai riferimenti espressi nelle epistole paoline (p. es. 1 Cor 12,7; Gal 5,22) è con Evagrio Pontico che abbiamo un elenco di nove fissazioni dell'anima che impediscono la vocazione alla santità e le corrispondenti grazie per superarle:
| Tentazione                | Grazia                        |
| ------------------------- | ----------------------------- |
| 1. Ira (οργή)             | Pazienza (μακροθυμία)         |
| 2. Vanagloria (κενοδοξία) | Umiltà (ακενοδοξία)           |
| 3. Superbia (υπερηφάνεια) | Modestia (ταπεινοφροσύνῃ)     |
| 4. Invidia (φθόνος)       | Disponibilità (αφθονία)       |
| 5. Avarizia (φιλαργυρία)  | Non attaccamento (ἀκτημοσύνη) |
| 6. Tristezza (λύπη)       | Gioia (χαρά)                  |
| 7. Gola (γαστριμαργία)    | Moderazione (σοφροσύνη)       |
| 8. Lussuria (πορνεία)     | Dominio di sé (ἐγκράτεια)     |
| 9. Accidia (ἀκηδία)       | Sopportazione (ὑπομονή)       |

Un'altra fonte antica citata dai sostenitori dell'enneagramma è il grafico dei "nove nomi di Dio" di Raimondo Lullo. Nel suo trattato Ars Generalis Ultima (1303) egli sosteneva che attraverso tre triangoli ruotanti, rappresentanti i nove aspetti di Dio, tutte le conoscenze potessero essere combinate in nuove connessioni. Nel 1307 Lullo pubblicò Ars Brevis, nel quale rappresentò numerose immagini che ricordano l'enneagramma
Il gesuita Attanasio Kircher (1601-1680) si richiamò all'Enneade di Lullo  nel suo trattato del 1665 Arithmologica. Kircher fece una rappresentazione astrologica con nove tipi di personalità e sulla copertina rappresentò un ennagono regolare coi nove ordini di angeli.

## Enneagramma e tipologia omeopatica
Nonostante la scuola, più direttamente collegata alle idee e all'insegnamento di Gurdjieff, non preveda utilizzi dell'Enneagramma diversi da quelli adottati e trasmessi ai suoi allievi dal maestro, in altre scuole che si riferiscono alla Quarta Via si parla molto di questo simbolo, che viene descritto in diversi testi, come in Body Types di Joel Friedlander, o in The Theory of Celestial Influence di Rodney Collin, allievo di Ouspensky. Quello prospettato da simili scuole, tuttavia, è un sistema di studio degli esseri umani che utilizza l'Enneagramma in un modo assai diverso da quello di Oscar Ichazo e Claudio Naranjo.
Una mappa tipologica è per esempio quella che considera sette tipi di personalità, già individuate dal padre dell'omeopatia francese, Leon Vannier, che però non le aveva disposte sull'Enneagramma, ma le aveva ampiamente descritte nel suo libro "Tipologia omeopatica", pubblicato per la prima volta nel 1955, ma da lui concepito già nel 1915.
Obiettivo dell'osservazione tipologica è riconoscere la ‘funzione umana’ di ogni individuo e le sue potenzialità: fisiche, chimiche, biologiche, psicologiche, dinamiche. Vannier riconosce otto tipi fondamentali, i Prototipi, e ritiene che ogni persona sia una combinazione di prototipi diversi, ossia un Metatipo. I tipi costitutivi possono essere però disarmonici, e questa disarmonia può causare disturbi, dai più lievi (per esempio quelli nervosi) alle patologie più gravi.
Compito del medico omeopata è quindi riportare il malato all'equilibrio a partire dall'individuazione del suo tipo e dei suoi segni distintivi: di struttura fisica, ma anche caratteriali, di comportamento e addirittura etici, con conseguente prescrizione dei rispettivi rimedi. Seguendo le frecce che le uniscono è possibile posizionare ogni individuo su una mappa simile a quella dell'Enneagramma.
I "Tipi" sono sette e corrispondono a tipi di personalità connessi, in parte, alle antiche divinità greco-latine. Abbiamo pertanto i tipi "Venusiano", "Mercuriale", "Saturnino", "Marziale", "Gioviale", "Lunare" e "Solare". Le loro caratteristiche sono abbastanza coerenti con i pianeti e/o divinità cui devono il nome: il Mercuriale è mobile e loquace, il Gioviale allegro e amante dei piaceri, ecc. Anche il dottor Vannier usava questa terminologia per nominarle. Va evidenziato che non esiste alcuna connessione con l'astrologia: i nomi sono legati a come i testi greci e romani descrivono i tratti principali delle loro divinità.
I Tipi indicano come siamo fatti caratterialmente, come reagiamo all'ambiente e quali sono i nostri automatismi preferiti. Sono raramente puri (cioè raramente possiedono almeno l'80% delle caratteristiche peculiari di uno dei sette Tipi): più facilmente si individuano Tipi intermedi tra uno e quello adiacente e Tipi espansi verso i due adiacenti. I Tipi sono da intendersi in modo fortemente dinamico: nel corso della vita si può passare da uno all'altro (in media si evolve di un posto o due). I Tipi (come i Centri) sono basati sull'aspetto fisico: a ognuno dei sette Tipi corrispondono infatti precise caratteristiche corporeo che riportano a specifiche caratteristiche di personalità.
Allo studio dei tipi si aggiungono quello sui centri di gravità e sulle alchimie. Il primo, di origine molto antica, ha dato ispirazione a numerosi scrittori, come il poeta Tagore e Jostein Gaarder (L'enigma del solitario)
I "Centri di Gravità" sono quattro e prendono i nomi dai semi delle carte da gioco: "cuori", "quadri", "fiori" e "picche" (corrispondono rispettivamente a chi ha il proprio Centro nella sfera emotiva, intellettuale, istintiva, motoria). Indicano cosa tendiamo a fare e il modo in cui lo facciamo, le nostre abilità e disabilità. Sono divisibili ciascuno in tre differenti modulazioni: il fante, la donna e il re (rispettivamente la procedura, la reazione immediata, il controllo). Tutti e quattro i Centri sono ascrivibili a ogni essere umano, ma ognuno è caratterizzato da un equilibrio diverso in base alla predominanza di un Centro sull'altro.
Le "Alchimie" sono sette e corrispondono ai metalli/minerali: "piombo", "ferro", "rame", "mercurio", "calcio", "argento", "oro" (in una progressione che va dalla minore alla maggiore raffinatezza e importanza data ai sensi e all'estetica). Indicano con cosa o chi comunichiamo meglio, le nostre sintonie o distonie con l'ambiente, le nostre preferenze estetiche (come il modo di vestirci o gli accessori utilizzati) e sensoriali. Le alchimie possono essere "influenzate" dai Tipi e dai Centri di Gravità, pur concedendo al singolo individuo una certa "libertà" nell'appartenere a un'Alchimia diversa da quella "standard" del proprio Tipo o Centro.
Le combinazioni fra Tipi, Centri di Gravità e Alchimie sono 7x7x4= 196. Moltiplicate per le tre modulazioni dei Centri di Gravità (fante, donna e re) diventano 788. Considerando tutti i 7 Tipi intermedi e i 7 Espansi, si arriva a 38.612 combinazioni. A ciò si aggiunga che i Tipi intermedi ed espansi sono in realtà infiniti (per le varie percentuali possibili di appartenenza a un Tipo o all'altro) e così i Centri (si può essere più o meno fante o regina, picche o cuori) e le Alchimie (anch'esse possono essere intermedie).